# Rhytiphora barnardi
Rhytiphora barnardi är en skalbaggsart som beskrevs av Stefan von Breuning 1982. Rhytiphora barnardi ingår i släktet Rhytiphora och familjen långhorningar. Inga underarter finns listade i Catalogue of Life.